# Шмирин, Аркадий Романович
Аркадий Романович Шмирин (8 марта 1954, Николаев — 10 февраля 1991, там же) — советский шахматист, мастер спорта СССР (1977).
Участник отборочного турнира 51-го чемпионата СССР (Николаев, 1983 г.; 7½ из 17, +3 −8 = 9, 11—14 места).
Участник чемпионатов Украинской ССР. В чемпионате 1973 г. набрал 7 очков из 13 и разделил 24—33 места (победителем турнира стал Л. О. Альбурт). В чемпионате 1981 г. набрал 8 очков из 14 (+4 −2 =8) и разделил 4—5 места с Л. Д. Гофштейном (победителем турнира стал В. П. Маланюк). В чемпионате 1985 г. набрал 5 очков из 15 (+3 −7 =4) и разделил 11—12 места с М. Л. Бродским (победителем турнира стал В. К. Неверов).
Чемпион Николаевской области 1971 г.
Призёр мемориала Е. Е. Когана (Одесса, 1977 г., выполнил норму мастера спорта).
Ярко проявил себя на тренерской работе. Наиболее успешно сотрудничал со своей женой Л. Л. Мучник. Под руководством Шмирина она стала серебряным (1983 г.) и бронзовым (1984 г.) призёром чемпионатов СССР, двукратной чемпионкой Украинской ССР (1980 и 1985 гг.), призёром международного турнира в Дечине (1982 г.), участницей зонального турнира (1985 г.).
В последние годы жизни занимал пост заместителя председателя федерации шахмат Николаевской области.
Шахматная федерация Николаева, где он жил, с 1992 г. проводит ежегодный турнир по быстрым шахматам, посвящённый его памяти. После смерти Мучник к названию соревнования добавилось также её имя. Турнир является этапом Кубка Федерации шахмат Украины по быстрым шахматам.
Племянница Шмирина Евгения — международный мастер.